# 호국로 (임실군)
호국로(Hoguk-ro)는 전북특별자치도 임실군 강진면 갈담리 강진사거리에서 전북특별자치도 임실군 임실읍 갈마리 임실교차로를 잇는 전북특별자치도의 도로이다.

## 역사
- 2014년 5월 29일 : 청웅우회도로 (전북특별자치도 임실군 강진면 백련리 ~ 전북특별자치도 임실군 청웅면 옥전리) 3.9km 구간 확장 개통[1]

## 주요 경유지
전북특별자치도
- 임실군 (강진면 - 청웅면 - 임실읍)

## 노선
| 이름                     | 접속 노선                                                    | 소재지        | 소재지                                   |               |
| 강운로와 직결            | 강운로와 직결                                                | 강운로와 직결 | 강운로와 직결                            | 강운로와 직결 |
| ------------------------ | ------------------------------------------------------------ | ------------- | ---------------------------------------- | ------------- |
| 강진사거리               | 국도 제30호선 (강운로) 지방도 제717호선 (강동로)             | 임실군        | 강진면                                   |               |
| 갈담교                   |                                                              | 임실군        | 강진면                                   |               |
| 강진삼거리               | 갈담1길                                                      | 임실군        | 강진면                                   |               |
| 갈담삼거리               |                                                              | 임실군        | 강진면                                   |               |
| 호국용사묘지교차로       |                                                              | 임실군        | 강진면                                   |               |
| 백련교차로               | 청웅로                                                       | 임실군        | 강진면                                   |               |
| 신기교                   |                                                              | 임실군        | 강진면                                   |               |
| 합죽교                   |                                                              | 임실군        | 청웅면                                   |               |
| 청웅교차로               | 구고6길 뱃골로 석전로                                        | 임실군        | 청웅면                                   |               |
| 행촌교 명동교            |                                                              | 임실군        | 청웅면                                   |               |
| 옥전교차로               | 청웅로                                                       | 임실군        | 청웅면                                   |               |
| 장재삼거리               | 신안로                                                       | 임실군        | 임실읍                                   |               |
| 정월삼거리               | 지방도 제745호선 (임삼로)                                    | 임실군        | 국도 제30호선 구간 지방도 제745호선 구간 |               |
| 오정삼거리               | 봉황로                                                       | 임실군        | 국도 제30호선 구간 지방도 제745호선 구간 |               |
| 오정교                   | 오정길                                                       | 임실군        | 국도 제30호선 구간 지방도 제745호선 구간 |               |
| 전라북도 보건환경연구원  | 호반로                                                       | 임실군        | 국도 제30호선 구간 지방도 제745호선 구간 |               |
| 상통사거리               | 감천로 운수로                                                | 임실군        | 국도 제30호선 구간 지방도 제745호선 구간 |               |
| 성가삼거리               | 지방도 제745호선 (수정로)                                    | 임실군        | 국도 제30호선 구간 지방도 제745호선 구간 |               |
| 갈마교                   |                                                              | 임실군        | 국도 제30호선 구간                       |               |
| 임실갈마사거리           | 갈마로 갈마1길                                               | 임실군        | 국도 제30호선 구간                       |               |
| 임실 나들목 (임실교차로) | 27호선 순천완주고속도로 국도 제17호선 국도 제30호선 (춘향로) | 임실군        | 국도 제30호선 구간                       |               |
| 임실 나들목과 직결       |                                                              |               |                                          |               |

## 주요 건물 및 시설
- 강진119지역대 (전북특별자치도 임실군 강진면 호국로 6)
- 강진공용버스터미널 (전북특별자치도 임실군 강진면 호국로 10)
- 강진면사무소 (전북특별자치도 임실군 강진면 호국로 47)
- 임실강진우체국 (전북특별자치도 임실군 강진면 호국로 52)
- 갈담초등학교 (전북특별자치도 임실군 강진면 호국로 65)
- 국립임실호국원 (전북특별자치도 임실군 강진면 호국로 420)
- 전북특별자치도 보건환경연구원 (전북특별자치도 임실군 임실읍 호국로 1601)
- 전북특별자치도 119안전체험관 (전북특별자치도 임실군 임실읍 호국로 1630)
- 임실군공설운동장 (전북특별자치도 임실군 임실읍 호국로 1640)
- 임실군보건의료원 (전북특별자치도 임실군 임실읍 호국로 1680)
- 임실경찰서 (전북특별자치도 임실군 임실읍 호국로 1702)
- 임실군민회관 (전북특별자치도 임실군 임실읍 호국로 1703)
- 한국국토정보공사 임실군지사 (전북특별자치도 임실군 임실읍 호국로 1775)